# Weilbourg

Logo de la ville de Weilbourg

Weilbourg (en allemand Weilburg) est une ville de l'arrondissement de Limbourg-Weilbourg dans le Land de Hesse, en Allemagne. Située sur la Lahn, en amont de sa confluence avec la Weil, elle abrite un château du XVIe siècle qui fut le siège des ducs de Nassau-Weilbourg, puis des grands-ducs de Luxembourg.

## Quartiers
Weilburg est divisée en onze quartiers :
- Ahausen
- Bermbach
- Drommershausen
- Gaudernbach
- Hasselbach
- Hirschhausen
- Kirschhofen
- Kubach
- Odersbach
- Waldhausen
- Weilbourg (centre-ville)

## Histoire
| Appartenances historiques Comté de Nassau 1295-1356 Nassau-Weilbourg 1356-1806 Duché de Nassau 1806-1866 Royaume de Prusse (Province de Hesse-Nassau) 1866-1918 République de Weimar 1918-1933 Reich allemand 1933-1945 Allemagne occupée 1945-1949 Allemagne 1949-présent |

Weilbourg, sous le nom de Wilineburch, est mentionnée en 906 dans la chronique de l'abbé Regino de Prüm. Six ans plus tard, le roi Conrad Ier y fonda une église et une abbaye.
Entre 993 et 1062, de grandes parties de la ville furent données au diocèse de Worms, si bien qu'en 1225 l'évêque de Worms en disputa la gouvernance à la maison de Nassau. Cette dernière anticipa cette demande et donna à la ville en 1295 une charte municipale. Le comte Jean Ier de Nassau-Weilbourg en fit sa résidence en 1355, rénova le château et fortifia la ville.
Dès lors, Weilbourg fut liée à la maison de Nassau. Le comte Jean Ernest (1664-1719) agrandit le château tel qu'on le voit aujourd'hui. Ce n'est qu'en 1817 que Guillaume de Nassau transféra sa résidence à Biebrich.

## Jumelages
Weilbourg est jumelée avec :
- Privas (France) depuis 1958
- Tortone (Italie) depuis 1964 jusqu'à 2008
- Zevenaar (Pays-Bas) depuis 1966
- Kežmarok (Slovaquie) depuis 1998
- Colmar-Berg (Luxembourg) depuis le 17 novembre 2004
- Kızılcahamam (Turquie) depuis 2006
- Quattro Castella (Italie) depuis le 3 décembre 2010